# Phyllostachys fimbriligula
Phyllostachys fimbriligula är en gräsart som beskrevs av Tai Hui Wen. Phyllostachys fimbriligula ingår i släktet Phyllostachys och familjen gräs. Inga underarter finns listade i Catalogue of Life.